# Suore missionarie francescane del Verbo Incarnato
Le Suore Missionarie Francescane del Verbo Incarnato sono un istituto religioso femminile di diritto pontificio: i membri di questa congregazione pospongono al loro nome la sigla M.F.V.I.

## Storia
Le origini di questa Famiglia religiosa risalgono al 10 dicembre 1929, quando a Reggio Emilia, nell'oratorio detto delle "Otto facce", Luisa Ferrari (in religione Giovanna Francesca dello Spirito Santo) si riunì insieme ad altre sei compagne e, alla presenza del frate cappuccino Daniele Coppini da Torricella di Sissa (1867-1945), loro direttore spirituale, si consacrarono al Signore.
Sarà però il 1930 e precisamente il 10 dicembre, a segnare l'inizio dell'istituto delle Missionarie Francescane del Verbo Incarnato con l'apertura della prima casa a Motta Filocastro, presso Limbadi, in Calabria.
Nel 1945 fu fatta la prima stesura delle costituzioni, rivedute in seguito all'aggregazione all'Ordine cappuccino avvenuta il 23 febbraio 1946, furono approvate dalla Congregazione per i Religiosi l'11 ottobre 1947. L'approvazione diocesana dell'istituto risale al 2 luglio 1947; il proto-decreto di lode della Santa Sede all'11 ottobre 1947. Il decreto di lode è del 9 giugno 1972.
Il desiderio di allargare i confini dell'Istituto all'estero con l'azione missionaria si avverò nel 1948, su invito di padre Agatangelo Carpaneto da Langasco (1904-1976), procuratore generale dei cappuccini, che suggerì di recarsi in Uruguay. Nel gennaio 1949 venne aperta la prima casa a Maldonado, alla quale seguì nel 1950 quella a Fraile Muerto e tante altre.

## Attività e diffusione
Le suore Missionarie Francescane del Verbo Incarnato collaborano alla missione della Chiesa, con lo stile caratteristico della spiritualità di san Francesco d'Assisi e partendo dal considerare tutto "degna missione", privilegiano la visita alle famiglie, l'inserimento nella pastorale parrocchiale, attività educative ed infermieristiche, la presenza caritativa in particolare là dove ci sono situazioni di maggiore necessità.
Sono presenti in Bolivia, Brasile, Italia e Uruguay: la sede generalizia è a Fiesole.
Al 31 dicembre 2008, la congregazione contava 177 religiose in 34 case.